# Grand Prix de Plumelec 1983
Il Grand Prix de Plumelec 1983, nona edizione della corsa, si svolse il 22 maggio su un percorso di 181 km, con partenza e arrivo a Plumelec. Fu vinto dal francese Laurent Fignon della Renault-Elf davanti ai suoi connazionali Christian Corre e Alain Vigneron.

## Ordine d'arrivo (Top 10)
| Pos. | Corridore           | Squadra                | Tempo    |
| ---- | ------------------- | ---------------------- | -------- |
| 1    | Laurent Fignon      | Renault-Elf            | 4h53'00" |
| 2    | Christian Corre     | La Redoute-Motobecane  |          |
| 3    | Alain Vigneron      | Renault-Elf            |          |
| 4    | Pascal Simon        | Peugeot-Shell-Michelin |          |
| 5    | Bernard Vallet      | La Redoute-Motobecane  |          |
| 6    | Jacques Michaud     | Coop-Mercier-Mavic     |          |
| 7    | Michel Laurent      | Coop-Mercier-Mavic     |          |
| 8    | Maurice Le Guilloux | Renault-Elf            |          |
| 9    | Robert Millar       | Peugeot-Shell-Michelin |          |
| 10   | Frédéric Vichot     | Coop-Mercier-Mavic     |          |